# Ohm
Das Ohm ist die SI-Einheit des elektrischen Widerstands mit dem Einheitenzeichen {\displaystyle \Omega } (großes griechisches Omega). Sie ist nach dem deutschen Physiker Georg Simon Ohm benannt. Der Kehrwert des elektrischen Widerstandes, also der elektrische Leitwert, hat die Einheit Siemens.

## Definition
Das Ohm ist der Widerstand, der zwischen zwei Punkten eines elektrischen Leiters besteht, wenn eine konstante Potentialdifferenz (elektrische Spannung) von 1 Volt in dem Leiter eine Stromstärke von 1 Ampere erzeugt:
{\displaystyle \mathrm {1\,\Omega =1\,{\frac {V}{A}}} }
Seit der Revision des SI von 2019 ist das Ohm dadurch definiert, dass zwei Naturkonstanten feste Werte zugewiesen wurden: der Elementarladung e und der Planck-Konstante h. Das Verhältnis RK = h/e2 wird Von-Klitzing-Konstante genannt und ist definitionsgemäß
{\displaystyle R_{\mathrm {K} }={\frac {h}{e^{2}}}={\frac {6{,}626\,070\,15\cdot 10^{-34}\mathrm {J\cdot s} }{(1{,}602\,176\,634\cdot 10^{-19}\mathrm {C} )^{2}}}=25\ 812{,}807\ 45\ldots \ \Omega .}
Die Von-Klitzing-Konstante RK spielt eine zentrale Rolle beim Quanten-Hall-Effekt und lässt sich mit großer Präzision reproduzieren. Für Präzisionsmessungen wird daher heute das Ohm über Quanten-Hall-Widerstände realisiert.

## Geschichte

### Das Ohm als „praktische“ CGS-Einheit

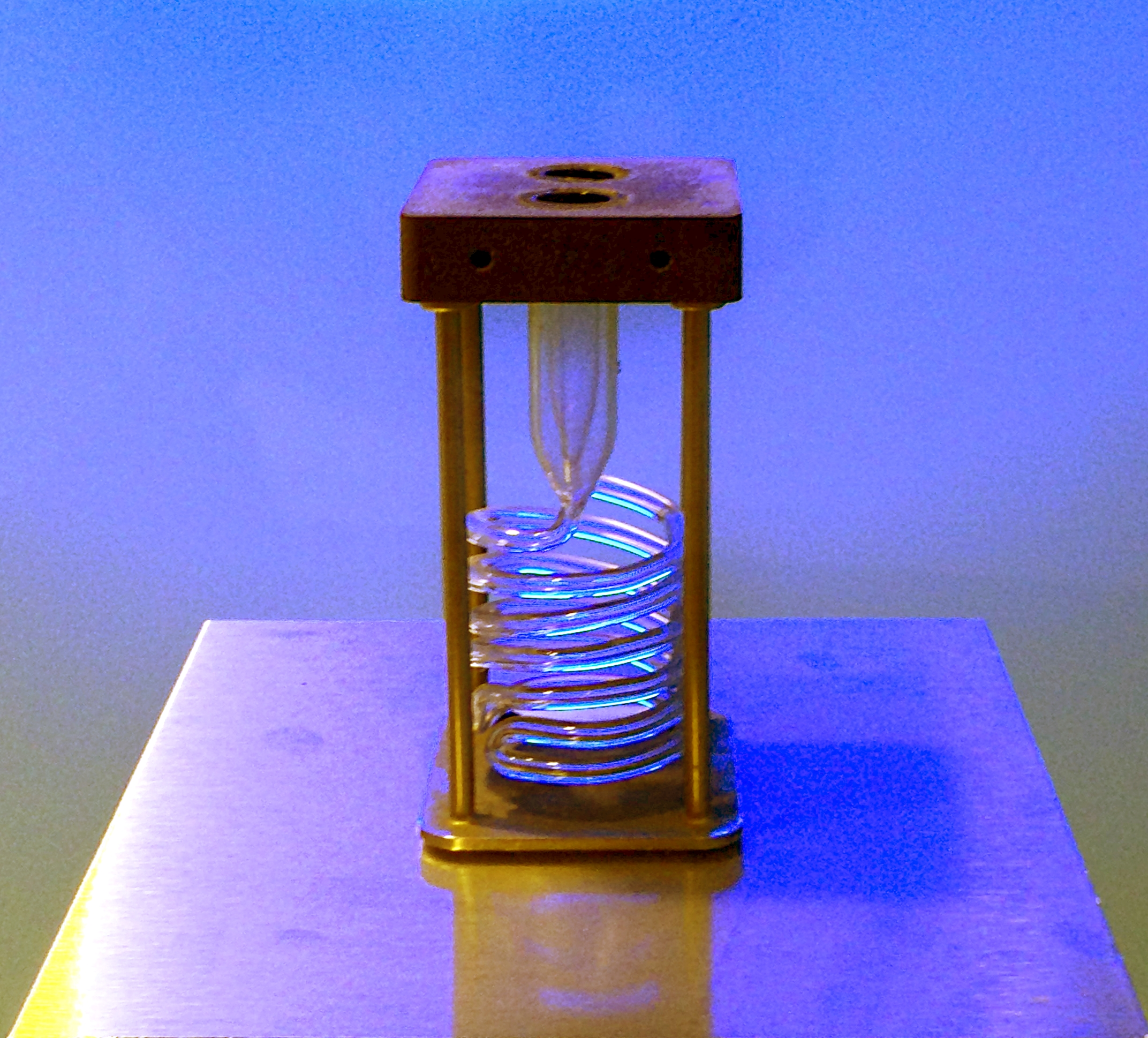
Widerstandsnormal von Werner von Siemens. Doppelt gewendeltes Glasrohr, ursprünglich mit Quecksilber gefüllt. Um 1860.

Für den elektrischen Widerstand gab es ursprünglich viele unterschiedliche Maße.
Werner Siemens beschrieb 1860 ein Widerstandsnormal, das aus einer Quecksilbersäule von 1 m Länge und 1 mm2 Querschnitt bei einer Temperatur von 0 °C bestand. Der Widerstand dieses Normals wurde als „Siemens-Einheit“ (SE) bezeichnet und entsprach ungefähr 0,94 Ω.
In der Mitte des 19. Jahrhunderts wurden mehrere Systeme elektromagnetischer Maßeinheiten entwickelt, denen die Basisgrößen Länge (Zenti- oder Millimeter), Masse (Gramm oder Milligramm) und Zeit (Sekunde) zugrunde lagen. Eine Variante, das elektromagnetische CGS-Einheitensystem, definiert die elektrischen Einheiten über die Kraftwirkung von elektrischen Strömen (ampèresches Gesetz). Die kohärente Einheit für den elektrischen Widerstand ist in diesem System cm/s (später in Anlehnung an das Ohm auch „Abohm“ genannt).
Da 1 cm/s ein sehr kleiner Wert ist, definierte die British Association for the Advancement of Science (BAAS) 1874 eine „praktische“ Einheit namens „Ohm“, die mit der Definition  1 Ω = 109 cm/s von der Größenordnung der Siemens-Einheit war. Zuvor hatten im Jahr 1861 die beiden englischen Elektro-Ingenieure Josiah Latimer Clark und Charles Tilston Bright vorgeschlagen, die Einheit des elektrischen Widerstands mit Volt (nach dem italienischen Physiker Alessandro Volta) und die Einheit der elektrischen Spannung mit Ohma zu benennen. Auf dem ersten Internationalen Elektrizitätskongress wurde am 21. September 1881 die Definition der BAAS international übernommen. Zur Realisierung des Ohm wurde ein genau spezifiziertes Quecksilbernormal eingeführt.

### Das „internationale“ Ohm
Auf dem Vierten Internationalen Elektrizitätskongress, abgehalten 1893 in Chicago, wurde diese Realisierungsvorschrift modifiziert und fand für das Deutsche Reich Eingang in das „Gesetz betreffend die elektrischen Maßeinheiten“ vom 1. Juni 1898. In der Formulierung der Internationalen Konferenz für elektrische Einheiten und Normale in London 1908 enthält sie folgende Festlegungen: 14,4521 g Quecksilber, Quecksilbersäule von 106,300 cm Länge mit durchweg gleichem Querschnitt, konstanter Strom, Temperatur des schmelzenden Eises. Das so definierte Ohm wurde „internationales Ohm“ genannt.
Die ursprünglich nur als Realisierungsvorschriften gedachten Definitionen der „internationalen“ elektrischen Einheiten – auch für Ampere und Volt gab es solche – wurden dadurch eigenständige Einheiten, unabhängig von den CGS-Einheiten. Zur Abgrenzung wurde das über das ampèresche Gesetz definierte CGS-Ohm „absolutes Ohm“ genannt.

### Das „absolute“ Ohm als SI-Einheit
Durch verbesserte Messmöglichkeiten und Spannungsquellen mit konstanteren, aber geringfügig anderen Spannungswerten (Normalelemente) ergaben sich im Laufe der Folgezeit nicht mehr akzeptable Abweichungen zwischen den absoluten und den internationalen elektrischen Einheiten. Aus diesem Grund beschloss die 8. Generalkonferenz für Maß und Gewicht (CGPM) im Jahr 1933, dass diese Abweichungen präzise vermessen werden sollten mit dem Ziel, zukünftig nur noch die absoluten Einheiten zu verwenden. Der bereits 1913 diskutierte Gegenvorschlag, ein MKSΩ-System einzuführen mit dem internationalen Ohm als vierter Basiseinheit, wurde 1946 endgültig verworfen, weil dann die Gleichsetzung der mechanischen und der elektrischen Energieeinheit (1 N·m = 1 V·A·s) zu neuen Werten von Volt und Ampere geführt hätte, die weder mit den absoluten noch mit den internationalen identisch gewesen wären.
Nach kriegsbedingter Verzögerung führte 1946 das Internationale Komitee für Maß und Gewicht (CIPM), ratifiziert 1948 von der 9. CGPM, wieder das absolute Ohm als alleinige Einheit ein. Präzisionsbestimmungen verschiedener nationaler Institute ergaben: 1 Ωint = 1,000 49 Ωabs. Das Ohm war nun Teil des MKSA-Systems (mit dem Ampere als vierter Basiseinheit), welches bis 1960 zum Internationalen Einheitensystem (SI) weiterentwickelt wurde. Das Ampere war über das ampèresche Gesetz definiert und das Ohm wurde vom Ampere abgeleitet, sodass die Definition des Ohms von 1881 unverändert beibehalten wurde. Nur der Wortlaut der Definition und die Beschreibung durch Basiseinheiten hatten sich geändert.

### Das „konventionelle“ Ohm-90
Im Jahr 1980 wurde der Quanten-Hall-Effekt entdeckt: Bei starken Magnetfeldern und sehr tiefen Temperaturen zeigt sich, dass der Quotient aus Hall-Spannung und Strom nicht kontinuierlich beliebige Werte annehmen kann, wenn die Stärke des Magnetfelds variiert wird. Der Quotient ist immer ein ganzzahliger Bruchteil der Von-Klitzing-Konstante RK = h/e2.
Da diese Konstante fundamental und zeitlich absolut stabil ist und mit großer Präzision reproduziert werden kann, wurde 1990 der bestbekannte Wert von RK, bezeichnet als RK-90 =  25812,807 Ω, durch internationale Vereinbarungen als Standard für die Realisierung des elektrischen Widerstandes festgelegt. Damit wurde de facto eine neue Maßeinheit geschaffen, das „konventionelle“ Ohm Ω90, das (wie früher das „internationale“ Ohm) parallel zum SI-Ohm existierte.

### Das Ohm seit der SI-Reform
Mit der Revision des SI von 2019 wurde das Konzept der Basiseinheiten abgeschafft. Das Ohm ist seitdem direkt durch die Konstanten e und h definiert und der Wert von RK per Definition exakt festgelegt. Die konventionelle Festlegung von RK-90 und das Ω90 sind obsolet. Das SI-Ohm weicht vom Ω90 um -1.779e-8 ab.

## Symbol
Das Einheitenzeichen ist der griechische Großbuchstabe Omega (Ω). Neben dem SI-Präfix μ (Mikro-) ist es der einzige griechische Buchstabe, der für SI-Einheiten verwendet wird. Wenn das Zeichen nicht verfügbar ist, soll laut DIN-Norm 66 030 ersatzweise „Ohm“ geschrieben werden.
In Computersystemen wird das Ω wie folgt kodiert:
| Zeichen | Unicode  | Unicode                    | HTML        | HTML    | HTML    |
| Zeichen | Position | Bezeichnung                | hexadezimal | dezimal | benannt |
| ------- | -------- | -------------------------- | ----------- | ------- | ------- |
| Ω       | U+03A9   | greek capital letter omega | &#x03A9;    | &#937;  | &Omega; |

Unicode enthält zusätzlich ein Zeichen namens ohm sign (U+2126). Dieses wurde jedoch lediglich zur Kompatibilität mit älteren Zeichenkodierungsstandards aufgenommen. Es ist kanonisch äquivalent zum Omega und soll in neu erstellten Texten nicht verwendet werden.